# Лукас Горенбут
Лукас Горенбут (нід. Lucas Horenbout; англ. Lucas Hornebolte; 1490/1495 — 1544) — фламандський художник, засновник англійського мініатюрного портрету. Відомий також як Лукас I Горенбут, щоб відрізнити від іншого Лукаса Горенбута, що був його небожем.

## Життєпис
Походив з робини митців. Син Герарда Горенбута, ілюстратора книг, представника Гентсько-Брюгської школи. Народився між 1490 і 1495 роками в Генті. Спочатку навчався у майстерні батька, якому згодом став допомагати. У 1512 році стає членом гільдії Св. Луки в Генті. У 1515—1522 роках працював разом з батьком при дворі намісниці Нідерландів Маргариті Габсбург.
В середині 1520-х років разом з батьком та сестрою Сюзаною, що також була художницею, перебирається до Англії. Є думка, що їх запросив король Генріх VIII або кардинал Волсі для відродження книжної мініатюри, втім щодо цього існують сумніви, оскільки Лукас Горенбут відомий в Англії 1525 року, його батько згадується лише у 1528 році (1531 року повернувся до Генту), а сестра — 1529 року.
Доволі швидко стає провідним мініатюристом. 1534 року призначається королівським портретистом з щорічною платнею в 62 фунти і 10 шилінгів. Йому було надано дім в Чарінг-Кросі.
Помер 1544 року в Лондоні. Поховано в церкві Сент-Мартін-ін-зе-Філдс.

## Творчість
Є засновником англійської школи портретного мініатюрного живопису. Можливо зазнав впливу французької мініатюри. Згідно Карелу ван Мандеру навчав Ганса Гольбейна Молодшого мистецтву мініатюри, втім щодо цього існують сумніви. На тепер відомі 23 мініатюри, переважно членіванглійської королівської родини, а також інших королівських родин, пов'язаних з Англією.

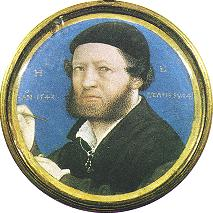
Ганс Гольбейн Молодший

Окремо відзначають мініатюру-портерт «Ганс Гольбейна Молодшого» 1543 року. Вважається однєю з найдосконаліших робіт Лукаса Горенбута.
Є відомості, що Горенбут працював над розмалювання панно, різьбленняи по дереву та прикрасами для урочистих заходів. Кольорові розписи на деяких статутах, актах та інших королівських документах також приписуються йому.

## Родина
Дружина — Маргарет
Діти:
- Жакмен